# Françoisita-(Ce)
La françoisita-(Ce) és un mineral de la classe dels fosfats. És isoestructural amb la françoisita-(Nd).

## Classificació
Segons la classificació de Nickel-Strunz, la françoisita-(Ce) pertany a «08.EC: Uranil fosfats i arsenats, amb relació UO₂:RO₄ = 3:2» juntament amb els següents minerals: furalumita, upalita, françoisita-(Nd), arsenuranilita, dewindtita, kivuïta, fosfuranilita, yingjiangita, dumontita, hügelita, metavanmeersscheïta, vanmeersscheïta, arsenovanmeersscheïta, althupita, mundita, furcalita i bergenita.

## Característiques
La françoisita-(Ce) és un fosfat de fórmula química (Ce,Nd,Ca)(UO₂)₃(PO₄)₂O(OH)·6H₂O. Cristal·litza en el sistema monoclínic.

## Formació i jaciments
S'ha descrit només a les dues localitats tipus (colocalitats): a Suïssa i a Austràlia. El mineral tipus es conserva al Museu Geològic de Lausana.